# Ischnoptera hebes
Ischnoptera hebes är en kackerlacksart som beskrevs av Walker, F. 1868. Ischnoptera hebes ingår i släktet Ischnoptera och familjen småkackerlackor. Inga underarter finns listade i Catalogue of Life.